# 梅城北峰塔
梅城北峰塔，位于中华人民共和国浙江省杭州市建德市，新安江汇入兰江处的北岸的山峰上:388，建于隋唐，重建于明嘉靖29年（1548年）:128，和南峰塔矗立于新安江两岸遥遥相望，古称“双塔凌云”为严陵八景之一:128。1986年建德市政府进行修缮，但使得塔失去了本来的面貌，遭到批评。
北峰塔为楼阁式砖塔，坐落于梅城镇东约二公里的卵峰顶上。塔凌海拔220米，和山麓高差约230米:437。培身外观六面七层，高约25米:437。
2019年10月，梅城北峰塔被列入第八批全国重点文物保护单位。